# Nabil Fekir
Nabil Fekir (Lione, 18 luglio 1993) è un calciatore francese di origini algerine, centrocampista o attaccante dell'Al-Jazira. Con la nazionale francese si è laureato campione del mondo nel 2018.

## Biografia
Fekir è di origini algerine; ha un fratello calciatore di nome Yassin, suo compagno di squadra sia al Lione che al Betis.

## Caratteristiche tecniche
Mancino puro, gioca prevalentemente come seconda punta, ma può giocare anche come prima punta. È dotato di un'ottima tecnica di base, velocissimo in contropiede, bravo anche in fase realizzativa, molto abile nei dribbling e nei calci piazzati. Paragonato in patria ad Hatem Ben Arfa, a cui si ispira, ha fisicità e soprattutto capacità di essere devastante nell'uno contro uno.

## Carriera

### Club

#### Gli esordi, Olympique Lyone

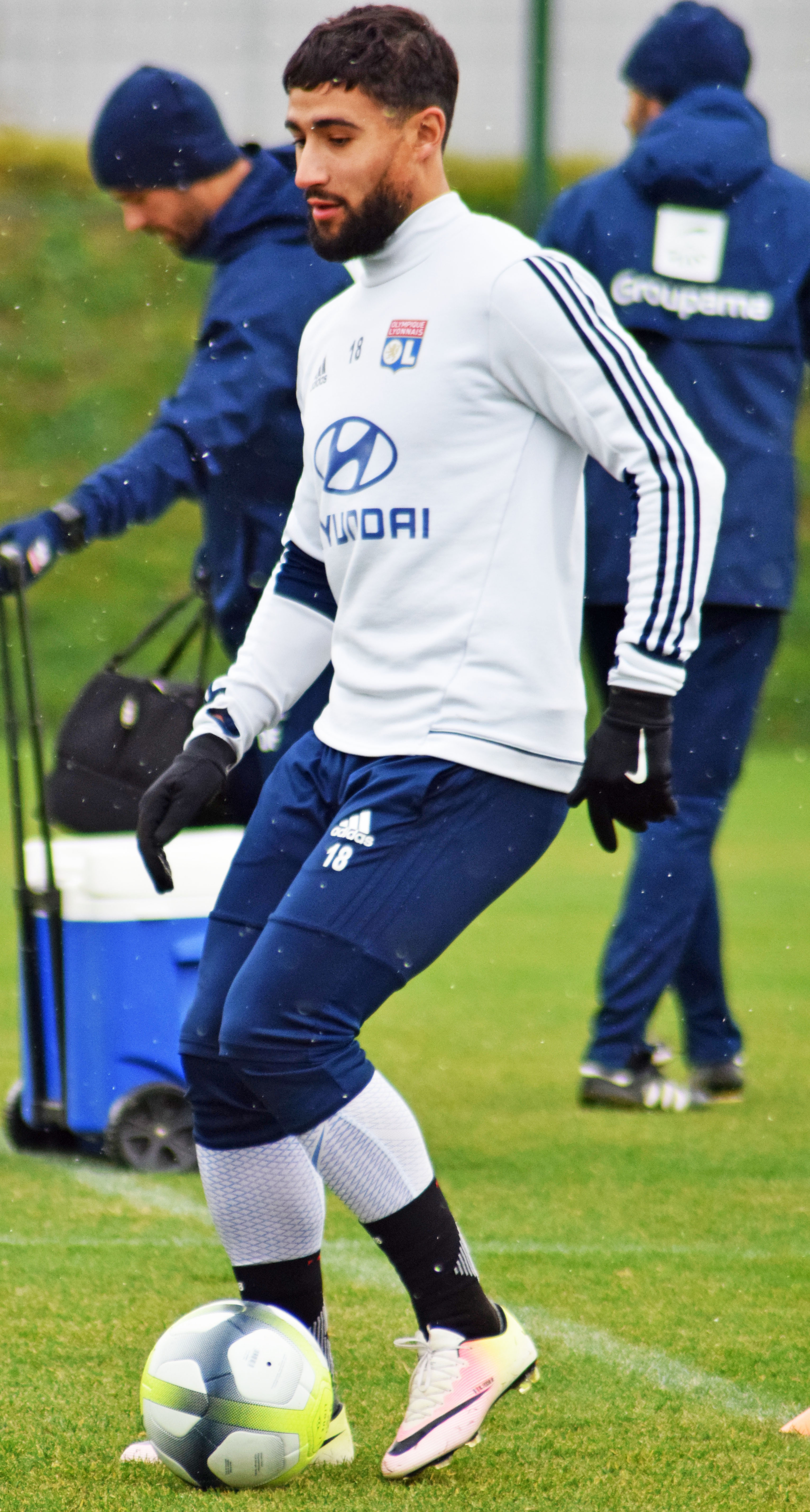
Fekir in azione durante un allenamento con l' nel 2017.

Nella stagione 2013-2014 ha esordito in Ligue 1 e in ambito internazionale con la maglia del O. Lione. Nella stagione successiva tra tutte le competizioni realizza in 39 presenze 15 reti. Nella stagione 2015-2016 causa un gravissimo infortunio capitatogli durante una partita con la nazionale francese è costretto a saltare quasi tutta la stagione. Il 23 febbraio 2017 realizza una tripletta nella partita di Europa League contro l'AZ Alkmaar. Nell'estate 2017 complice l'addio di Gonalons, diventa ufficialmente il nuovo capitano del club francese.

#### Real Betis
Il 22 luglio 2019 viene ingaggiato ufficialmente dal Betis per la cifra riportata di 19,75 milioni di euro più di 10 milioni di bonus, firmando un contratto quadriennale.

#### Al-Jazira
Il 30 agosto 2024 viene acquistato dall'Al-Jazira.

### Nazionale
Debutta con la nazionale francese in amichevole il 26 marzo 2015, subentrando al minuto 74º nella sconfitta rimediata per 1-3 dal Brasile. Il 7 giugno in un'amichevole contro il Belgio segna il suo primo gol con la Nazionale francese. Il 4 settembre durante l'amichevole contro il Portogallo riporta la rottura del crociato del ginocchio destro, costringendolo a chiudere la stagione in anticipo.
Convocato per il Mondiale 2018 al posto dell'infortunato Payet, scende in campo in sei occasioni tutte da subentrato, tra cui anche la finale del 15 luglio contro la Croazia in cui si è laureato campione del mondo.

## Statistiche

### Presenze e reti nei club
Statistiche aggiornate al 9 maggio 2025
| Stagione        | Squadra         | Campionato      | Campionato | Campionato | Coppe nazionali | Coppe nazionali | Coppe nazionali | Coppe continentali | Coppe continentali | Coppe continentali | Altre coppe | Altre coppe | Altre coppe | Totale | Totale |
| Stagione        | Squadra         | Comp            | Pres       | Reti       | Comp            | Pres            | Reti            | Comp               | Pres               | Reti               | Comp        | Pres        | Reti        | Pres   | Reti   |
| --------------- | --------------- | --------------- | ---------- | ---------- | --------------- | --------------- | --------------- | ------------------ | ------------------ | ------------------ | ----------- | ----------- | ----------- | ------ | ------ |
| 2013-2014       | O. Lione        | L1              | 11         | 1          | CF+CdL          | 0+2             | 0               | UCL+UEL            | 1+3                | 0                  | -           | -           | -           | 17     | 1      |
| 2014-2015       | O. Lione        | L1              | 34         | 13         | CF+CdL          | 2+1             | 2+0             | UEL                | 2                  | 0                  | -           | -           | -           | 39     | 15     |
| 2015-2016       | O. Lione        | L1              | 9          | 4          | CF+CdL          | 0+0             | 0               | UCL                | 0                  | 0                  | SF          | 0           | 0           | 9      | 4      |
| 2016-2017       | O. Lione        | L1              | 32         | 9          | CF+CdL          | 2+1             | 1+0             | UCL+UEL            | 5+8                | 0+4                | SF          | 1           | 0           | 49     | 14     |
| 2017-2018       | O. Lione        | L1              | 30         | 18         | CF+CdL          | 2+0             | 2+0             | UEL                | 8                  | 3                  | -           | -           | -           | 40     | 23     |
| 2018-2019       | O. Lione        | L1              | 29         | 9          | CF+CdL          | 3+1             | 0               | UCL                | 6                  | 3                  | -           | -           | -           | 39     | 12     |
| Totale O. Lione | Totale O. Lione | Totale O. Lione | 145        | 54         |                 | 14              | 5               |                    | 33                 | 10                 |             | 1           | 0           | 193    | 69     |
| 2019-2020       | Betis           | PD              | 32         | 7          | CR              | 1               | 0               | -                  | -                  | -                  | -           | -           | -           | 33     | 7      |
| 2020-2021       | Betis           | PD              | 33         | 5          | CR              | 5               | 0               | -                  | -                  | -                  | -           | -           | -           | 38     | 5      |
| 2021-2022       | Betis           | PD              | 34         | 6          | CR              | 6               | 2               | UEL                | 7                  | 2                  | -           | -           | -           | 47     | 10     |
| 2022-2023       | Betis           | PD              | 15         | 2          | CR              | 1               | 1               | UEL                | 3                  | 2                  | SS          | 1           | 1           | 20     | 6      |
| 2023-2024       | Betis           | PD              | 19         | 1          | CR              | 1               | 0               | UEL+UECL           | 2+2                | 0+0                | -           | -           | -           | 24     | 1      |
| ago. 2024       | Betis           | PD              | 1          | 0          | CR              | 0               | 0               | UECL               | 1                  | 0                  | -           | -           | -           | 2      | 0      |
| Totale Betis    | Totale Betis    | Totale Betis    | 134        | 21         |                 | 14              | 3               |                    | 15                 | 4                  |             | 1           | 1           | 164    | 29     |
| 2024-2025       | Al-Jazira       | PL              | 17         | 8          | PC+CdL          | 2+6             | 0+1             | -                  | -                  | -                  | -           | -           | -           | 25     | 9      |
| Totale carriera | Totale carriera | Totale carriera | 296        | 83         |                 | 36              | 9               |                    | 48                 | 14                 |             | 2           | 1           | 382    | 107    |

### Cronologia presenze e reti in nazionale
| Cronologia completa delle presenze e delle reti in nazionale ― Francia | Cronologia completa delle presenze e delle reti in nazionale ― Francia | Cronologia completa delle presenze e delle reti in nazionale ― Francia | Cronologia completa delle presenze e delle reti in nazionale ― Francia | Cronologia completa delle presenze e delle reti in nazionale ― Francia | Cronologia completa delle presenze e delle reti in nazionale ― Francia | Cronologia completa delle presenze e delle reti in nazionale ― Francia | Cronologia completa delle presenze e delle reti in nazionale ― Francia |
| Data                                                                   | Città                                                                  | In casa                                                                | Risultato                                                              | Ospiti                                                                 | Competizione                                                           | Reti                                                                   | Note                                                                   |
| ---------------------------------------------------------------------- | ---------------------------------------------------------------------- | ---------------------------------------------------------------------- | ---------------------------------------------------------------------- | ---------------------------------------------------------------------- | ---------------------------------------------------------------------- | ---------------------------------------------------------------------- | ---------------------------------------------------------------------- |
| 26-3-2015                                                              | Saint-Denis                                                            | Francia                                                                | 1 – 3                                                                  | Brasile                                                                | Amichevole                                                             | -                                                                      | 74’                                                                    |
| 29-3-2015                                                              | Saint-Étienne                                                          | Francia                                                                | 2 – 0                                                                  | Danimarca                                                              | Amichevole                                                             | -                                                                      | 60’                                                                    |
| 7-6-2015                                                               | Saint-Denis                                                            | Francia                                                                | 3 – 4                                                                  | Belgio                                                                 | Amichevole                                                             | 1                                                                      | 73’                                                                    |
| 13-6-2015                                                              | Elbasan                                                                | Albania                                                                | 1 – 0                                                                  | Francia                                                                | Amichevole                                                             | -                                                                      | 46’                                                                    |
| 4-9-2015                                                               | Lisbona                                                                | Portogallo                                                             | 0 – 1                                                                  | Francia                                                                | Amichevole                                                             | -                                                                      | 14’                                                                    |
| 7-10-2016                                                              | Saint-Denis                                                            | Francia                                                                | 4 – 1                                                                  | Bulgaria                                                               | Qual. Mondiali 2018                                                    | -                                                                      | 83’                                                                    |
| 15-11-2016                                                             | Lens                                                                   | Francia                                                                | 0 – 0                                                                  | Costa d'Avorio                                                         | Amichevole                                                             | -                                                                      | 46’                                                                    |
| 31-8-2017                                                              | Saint-Denis                                                            | Francia                                                                | 4 – 0                                                                  | Paesi Bassi                                                            | Qual. Mondiali 2018                                                    | -                                                                      | 89’                                                                    |
| 3-9-2017                                                               | Tolosa                                                                 | Francia                                                                | 0 – 0                                                                  | Lussemburgo                                                            | Qual. Mondiali 2018                                                    | -                                                                      | 81’                                                                    |
| 10-11-2017                                                             | Parigi                                                                 | Francia                                                                | 2 – 0                                                                  | Galles                                                                 | Amichevole                                                             | -                                                                      | 63’                                                                    |
| 28-5-2018                                                              | Saint-Denis                                                            | Francia                                                                | 2 – 0                                                                  | Irlanda                                                                | Amichevole                                                             | 1                                                                      | 64’                                                                    |
| 9-6-2018                                                               | Lione                                                                  | Francia                                                                | 1 – 1                                                                  | Stati Uniti                                                            | Amichevole                                                             | -                                                                      | 69’                                                                    |
| 16-6-2018                                                              | Kazan'                                                                 | Francia                                                                | 2 – 1                                                                  | Australia                                                              | Mondiali 2018 - 1º turno                                               | -                                                                      | 70’                                                                    |
| 21-6-2018                                                              | Ekaterinburg                                                           | Francia                                                                | 1 – 0                                                                  | Perù                                                                   | Mondiali 2018 - 1º turno                                               | -                                                                      | 80’                                                                    |
| 26-6-2018                                                              | Mosca                                                                  | Danimarca                                                              | 0 – 0                                                                  | Francia                                                                | Mondiali 2018 - 1º turno                                               | -                                                                      | 69’                                                                    |
| 30-6-2018                                                              | Kazan'                                                                 | Francia                                                                | 4 – 3                                                                  | Argentina                                                              | Mondiali 2018 - Ottavi di finale                                       | -                                                                      | 83’                                                                    |
| 6-7-2018                                                               | Nižnij Novgorod                                                        | Uruguay                                                                | 0 – 2                                                                  | Francia                                                                | Mondiali 2018 - Quarti di finale                                       | -                                                                      | 90+3’                                                                  |
| 15-7-2018                                                              | Mosca                                                                  | Francia                                                                | 4 – 2                                                                  | Croazia                                                                | Mondiali 2018 - Finale                                                 | -                                                                      | 81’                                                                    |
| 6-9-2018                                                               | Monaco di Baviera                                                      | Germania                                                               | 0 – 0                                                                  | Francia                                                                | UEFA Nations League 2018-2019 - 1º turno                               | -                                                                      | 80’                                                                    |
| 20-11-2018                                                             | Saint-Denis                                                            | Francia                                                                | 1 – 0                                                                  | Uruguay                                                                | Amichevole                                                             | -                                                                      | 70’                                                                    |
| 22-3-2019                                                              | Chișinău                                                               | Moldavia                                                               | 1 – 4                                                                  | Francia                                                                | Qual. Euro 2020                                                        | -                                                                      | 81’                                                                    |
| 7-9-2019                                                               | Saint-Denis                                                            | Francia                                                                | 4 – 1                                                                  | Albania                                                                | Qual. Euro 2020                                                        | -                                                                      | 84’                                                                    |
| 10-9-2019                                                              | Saint-Denis                                                            | Francia                                                                | 3 – 0                                                                  | Andorra                                                                | Qual. Euro 2020                                                        | -                                                                      | 85’                                                                    |
| 17-11-2019                                                             | Tirana                                                                 | Albania                                                                | 0 – 2                                                                  | Francia                                                                | Qual. Euro 2020                                                        | -                                                                      | 86’                                                                    |
| 8-9-2020                                                               | Saint-Denis                                                            | Francia                                                                | 4 – 2                                                                  | Croazia                                                                | UEFA Nations League 2020-2021 - 1º turno                               | -                                                                      | 78’                                                                    |
| Totale                                                                 |                                                                        | Presenze                                                               | 25                                                                     |                                                                        | Reti                                                                   | 2                                                                      |                                                                        |

| Cronologia completa delle presenze e delle reti in nazionale ― Francia under 21 | Cronologia completa delle presenze e delle reti in nazionale ― Francia under 21 | Cronologia completa delle presenze e delle reti in nazionale ― Francia under 21 | Cronologia completa delle presenze e delle reti in nazionale ― Francia under 21 | Cronologia completa delle presenze e delle reti in nazionale ― Francia under 21 | Cronologia completa delle presenze e delle reti in nazionale ― Francia under 21 | Cronologia completa delle presenze e delle reti in nazionale ― Francia under 21 | Cronologia completa delle presenze e delle reti in nazionale ― Francia under 21 |
| Data                                                                            | Città                                                                           | In casa                                                                         | Risultato                                                                       | Ospiti                                                                          | Competizione                                                                    | Reti                                                                            | Note                                                                            |
| ------------------------------------------------------------------------------- | ------------------------------------------------------------------------------- | ------------------------------------------------------------------------------- | ------------------------------------------------------------------------------- | ------------------------------------------------------------------------------- | ------------------------------------------------------------------------------- | ------------------------------------------------------------------------------- | ------------------------------------------------------------------------------- |
| 14-10-2014                                                                      | Halmstad                                                                        | Svezia under 21                                                                 | 4 – 1                                                                           | Francia under 21                                                                | Qual. Europeo Under-21 2015                                                     | -                                                                               | 75’                                                                             |
| Totale                                                                          |                                                                                 | Presenze                                                                        | 1                                                                               |                                                                                 | Reti                                                                            | 0                                                                               |                                                                                 |

## Palmarès

### Club

#### Competizioni nazionali
- Coppa di Spagna: 1

Betis: 2021-2022
- Coppa di Lega (Emirati Arabi Uniti): 1

Al-Jazira: 2024-2025

### Nazionale
- Campionato mondiale: 1

Russia 2018